# ヒックとドラゴン2
『ヒックとドラゴン2』（原題: How to Train Your Dragon 2）は、2014年のアメリカの3Dアニメーション映画。『ヒックとドラゴン』の続編。

## 概要
監督は前作に続きディーン・デュボア。イギリスの児童文学作家クレシッダ・コーウェルの同名の児童文学のアニメ映画第2弾。
世界的には大ヒットを記録し、ゴールデングローブ賞 アニメ映画賞やアニー賞の作品賞を受賞するなど高い評価を得たが、日本での公開は未定のままであった。熱心なファンによる劇場公開を求める声も多く、2014年7月からは日本国内の有志によりchange.org上にて署名活動が行われ、7000人以上の署名を集めた。9月にはデュボア監督が直接署名に参加し、「日本のアニメーションは私に大きな影響を与えました。特に宮崎駿は私のヒーローです」とメッセージを残した。しかし、最終的には一般の劇場公開には至らず、ゴールデングローブ賞を受賞した映画が日本未公開となる前代未聞の事態となった。
本作がアカデミー長編アニメ映画賞の受賞を逃した後、日本での展開が発表され、2015年3月19日に東京アニメアワードフェスティバル2015のオープニング作品としてTOHOシネマズ日本橋で2D版が無料上映される事と、2015年7月3日にセル・レンタルソフトがリリースされる事が発表された。
その後も、以下のような形で全国各地で順次無料上映が行われている。
- 2015年3月29日に、南相馬市民文化会館ゆめはっとで南相馬アニメフェスティバル開催に合わせて、2D版が無料上映された。
- 2015年6月28日に、特別試写会としてガイナックスシアターで2D版が無料上映された。
- 2015年7月2日に、プレミアム試写会としてイオンシネマむさし村山で2D版が無料上映された。
- 2015年7月2日に、試写会としてユナイテッド・シネマ豊洲で2D版が無料上映された。
- 2015年7月3日に、プレミアム試写会としてイオンシネマワンダーで2D版が無料上映された。
- 2015年7月31日に、プレミアム試写会として夢売劇場サロンシネマで2D版が無料上映される。
- 2015年8月8日に、上野恩賜公園噴水前広場で野外上映として2D版が無料上映される。
- 2015年8月9日に、菅田地区センターで夏休みこども映画会として2D版が無料上映される。
- 2015年8月22日に、横浜市市沢地区センターで夏休みこども映画会として2D版が無料上映される。
- 2015年8月22日に、中央公園富士見の広場で野外上映として2D版が無料上映される。
- 2015年8月26日に、もみじホール城山で城山夏まつりプレイベント ホールオープンデーとして2D版が無料上映される。
- 2015年8月29日に、やまなみホールで夏休みこども映画会として2D版が無料上映される。

第3作は2019年に『ヒックとドラゴン 聖地への冒険』の邦題で公開された。

## ストーリー
落ちこぼれの少年ヒックとドラゴンのトゥースが運命的な出会いを果たしてから5年。人間とドラゴンが平和に暮らすようになったバーク島は今日もドラゴンレースで賑わっていた。しかしヒックとトゥースはレースには参加せず空を飛んで地図に無い場所を探していた。離れ離れになっていた母親と偶然に空で出会い、母がいなくなったのは、昔、ドラゴンを嫌っていた父親が原因だったと知る。ヒックは父が考えを改め、バーク島でドラゴンと仲良く暮らしているという話をした。母は父と再会し、文句を言うも家族で住もうと決心。幸せが訪れたかと思いきや、海にすむ巨大な竜の魔の手が迫ってきていた。巨大竜は竜たちを支配できる竜の王様という力を持っており、世界を支配しようと企むある男に操られていた。

## エンディング
エンディングはWhere No One Goes。前作と同様ヨンシーが担当している。北欧よりの壮大な音楽を監督が望んだため打楽器の音が多い音楽となっている。

## キャラクター

### バイキング
今作では前作の経緯から、ドラゴンと友好関係を築いており、ヒック曰く「バーク島のバイキングは全員自分のドラゴンを持っている」。
ヒック (Hiccup Horrendous Haddock III)
声: ジェイ・バルチェル/日本語吹き替え: 田谷隼
今作では、よくトゥースと共に地図の外へ冒険に出ている。前作との間に彼は様々な装備を発明したようである。まず前作の義足には改造が加えられドラゴンに乗る用と歩行用に瞬時に切り替えが可能な仕掛けが施されている。椀部装着型の地図制作用のコンパスやメモを装備し、ドラゴンから飛び降りて滑空・飛行するための飛行服を着用している。このウイングスーツはナイトフューリーを参考に設計されているようで、胸のボタンを押す事により背中の背びれが展開する。おそらくこの背びれは飛行安定用と考えられる。また、自作の火を纏う伸縮する剣「インフェルノ」を所持している。この剣は柄の部分にドラゴンのガスを充填したカートリッジを仕込む事で剣の燃焼を行う他、剣が飛び出す方向と逆側からガスを放出する事が可能となっている。劇中でヒックはこのガスを放出した後に火花を散らす事で小規模の爆発を起こすという技を使いドラゴンを手懐けている。この剣はドラゴンを手懐ける以外にも自衛用・威嚇用の武器としても使用する。
ストイック (Stoick the Vast)
声: ジェラルド・バトラー/ 日本語吹き替え:田中正彦
ヒックの父親。騎乗ドラゴンはスカルクラッシャー。相変わらずバイキングの頭領だが、ヒックに頭領の座を譲ろうとしている。
アスティ
声:アメリカ・フェレーラ/日本語吹き替え:寿美菜子
騎乗ドラゴンは「ストームフライ」と名付けたデッドリー・デンジャー。前作から引き続きヒックとの仲は上々で、ストイックから「息子の未来の嫁」と言われる。
ゲップ
声:クレイグ・ファーガソン/日本語吹き替え:岩崎ひろし
騎乗ドラゴンはグロンクル。鍛冶屋は引き続きしているが、サドルや釘が主な注文の様子。
スノット
声:ジョナ・ヒル/日本語吹き替え:淺井孝行
騎乗ドラゴンはモンスター・ナイトメア（前作と同一個体かは不明）。今作ではラフに好意を寄せている。
フィッシュ
声:クリストファー・ミンツ＝プラッセ/日本語吹き替え:宮里駿
ラフ
声:クリステン・ウィグ/日本語吹き替え:村田詩織
タフ
声:ジャステント・ラップル/日本語吹き替え:南部雅一

### その他の人間
ヴァルカ (Valka)
声:ケイト・ブランシェット/日本語吹き替え:深見梨加
ヒックの母親。行方不明になっていた。
ドラゴ・ブラッドフィスト
声:ジャイモン・フンスー/日本語吹き替え:乃村健次
今作の敵役。

### ドラゴン
飼われている個体は、サドルが付いていたりペイントがされている。
ナイト・フューリー (Nightfury)
ヴァルカによると「トゥースが最後の生き残り」とのこと。今作では、人工翼の固定機能が追加され、短時間かつ直線なら自力で飛べるようになっている。また、背中の突起を左右に分割でき、その状態だと機動力が高くなることが判明し、前作で失敗した「上昇しながらドラゴンの棘を避ける」ことに成功している。
デッドリー・デンジャー
モンスター・ナイトメア
グロンクル
ダブル・ジップ
テリブル・テラー
サンダードラム (Thunderdrum)
前作の関連媒体で登場し、アニメシリーズではソルナードと呼ばれる個体がストイックのパートナーだった。今作では巨大な個体達が群れを作って登場した。

### 新登場ドラゴン
ワイルダービースト (Bewilderbeast)
前作のレッド・デスよりさらに大きいドラゴン。冷気を吐き、一瞬で大量の氷を作れる。また、他のドラゴンを（ドラゴ曰く「意思の力」で）支配できる。
劇中には白い個体と黒い個体が登場。白い個体はヴァルカたちの主で、人間（主にドラゴ一味）に傷つけられたドラゴンのために氷で巣をつくった。黒い個体はドラゴの軍団のリーダーで、艦隊を引っ張っていた。中盤にて対決し、黒い個体が勝利する。
ティンバージャック (Timberjack)
冒頭の飛行シーンで僅かに登場。大きな翼を持ち、数体で飛行していた。
前作の「ドラゴンマニュアル」によると、「巨大な翼は刃物のように鋭く、大きな木をも切り倒す」。
サンダードラゴン (Thunderclaw)
クラウド・ジャンパー (Cloudjumper)
平らな顔、長い角を持つドラゴン。ヴァルカの騎乗ドラゴンとして登場。
翼を上下2枚に分割でき、機動力が高い。
ヴァルカがバーク島にいた頃、ドラゴンの襲撃に混じってバーク島に来て、当時赤ん坊のヒックに興味を示し戯れているところをヴァルカに目撃され、彼女の「ドラゴンともわかりあえる」という持論を証明した。しかしストイックの乱入で怒って暴れ、仲間と認識したヴァルカを拉致してバーク島を去った。その後現在に至るまでヴァルカの相棒として活躍。
スナッフルファング (Snafflefang)
スカルクラッシャー (Skullcrasher)

## 評価
レビュー・アグリゲーターのRotten Tomatoesでは188件のレビューで支持率は92%、平均点は7.80/10となった。Metacriticでは48件のレビューを基に加重平均値が77/100となった。